# 위장관벽
위장관계를 둘러싸는 벽인 위장관벽(gastrointestinal wall)은 특수화된 조직의 층 네 개로 이루어져 있다. 안쪽에서 바깥쪽 순서로 층의 순서는 다음과 같다.
1. 점막
2. 점막밑층
3. 근육층
4. 장막 또는 바깥막

점막은 위장관계의 가장 안쪽 층으로, 위장관계의 내강을 둘러싸고 있으며 흡수된 음식물과 직접적으로 맞닿는 층이다. 점막은 다시 세 개의 층으로 나누어진다. 상피는 소화, 흡수, 분비 과정이 가장 활발히 일어나며, 고유판은 결합조직으로 이루어진 층, 점막근육판은 평활근으로 이루어진 얇은 층이다.
점막밑층은 점막밑신경얼기라고 하는 신경얼기, 혈관을 포함하고 있다. 또한 쉽게 늘어나 위장관의 용량을 늘릴 수 있으며 동시에 모양도 유지하는 콜라겐으로 이루어진 탄성섬유로도 구성되어 있다.
근육층은 점막밑층을 둘러싸고 있다. 세로(longitudinal)근육층과 돌림(circular)근육층이라는 평활근 층으로 구성되어 있다. 지속적인 창자의 운동(꿈틀운동)과 창자 밖으로 소화가 다 된 음식물을 이동시키는 것을 돕는다. 세로근육층과 돌림근육층 사이에는 근육층신경얼기가 존재한다.
장막과 바깥막은 가장 바깥쪽의 층이다. 성긴결합조직으로 구성되어 있으며 점액으로 둘러싸여 있어 창자가 다른 조직과 접촉하면서 손상되는 것을 막아준다. 조직이 복막내장기이면 장막이, 후복막장기이면 바깥막이 존재한다.

## 추가 이미지

위장관벽의 일반적인 구조
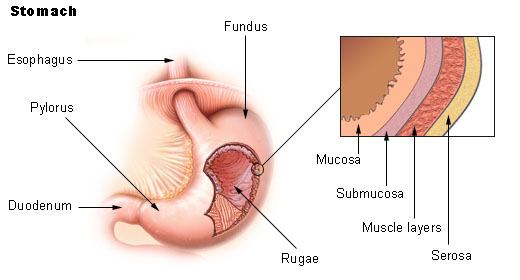
위의 벽